# Nadelverschlusssystem
Nadelverschlusssysteme sind Heißkanaldüsen für die Spritzgießfertigung von Kunststoffteilen. Hierbei wird direkt auf dem Teil angespritzt.
Bei normalen Heißkanaldüsen, die direkt auf dem Kunststoffteil anspritzen, bleibt immer ein kleiner Spritzrest am Abrisspunkt bestehen.
Bei dem Nadelverschlusssystem wird nach dem Einspritzen der Kunststoffmasse der Anschnittdurchmesser durch eine Stahlnadel verschlossen, der Spritzrest wird in das Kunststoffteil gedrückt. Die Nadel ist genau bündig mit der Oberfläche des Kunststoffteiles. Am Teil sieht man nur eine runde Markierung.
Nadelverschlussdüsen können auch in Kaskadenspritzen verwendet werden.